# Australisk trapp
Australisk trapp (Ardeotis australis) är en fågel i familjen trappfåglar inom ordningen trappar.

## Utbredning och systematik
Fågeln förekommer på låglandet på södra Nya Guinea och i Australien, förutom i sydvästra och sydöstra delarna. Den behandlas som monotypisk, det vill säga att den inte delas in i några underarter.

## Status och hot
Arten har ett stort utbredningsområde, men tros minska i antal, dock inte tillräckligt kraftigt för att den ska betraktas som hotad. Internationella naturvårdsunionen IUCN listar arten som livskraftig (LC). Beståndet uppskattas till mellan 10 000 och 100 000 individer.

## Bilder

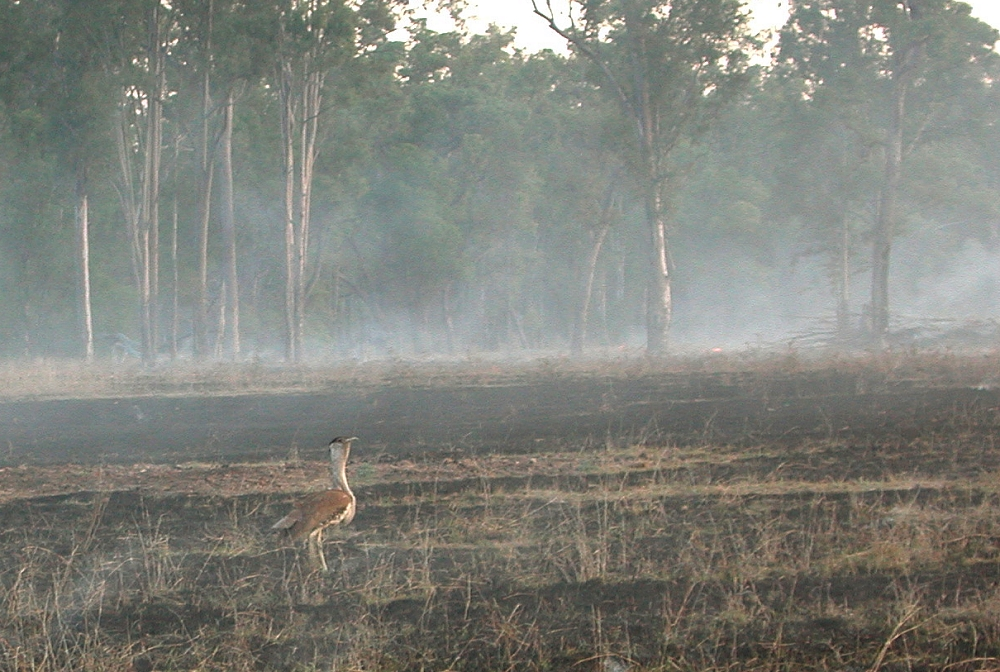
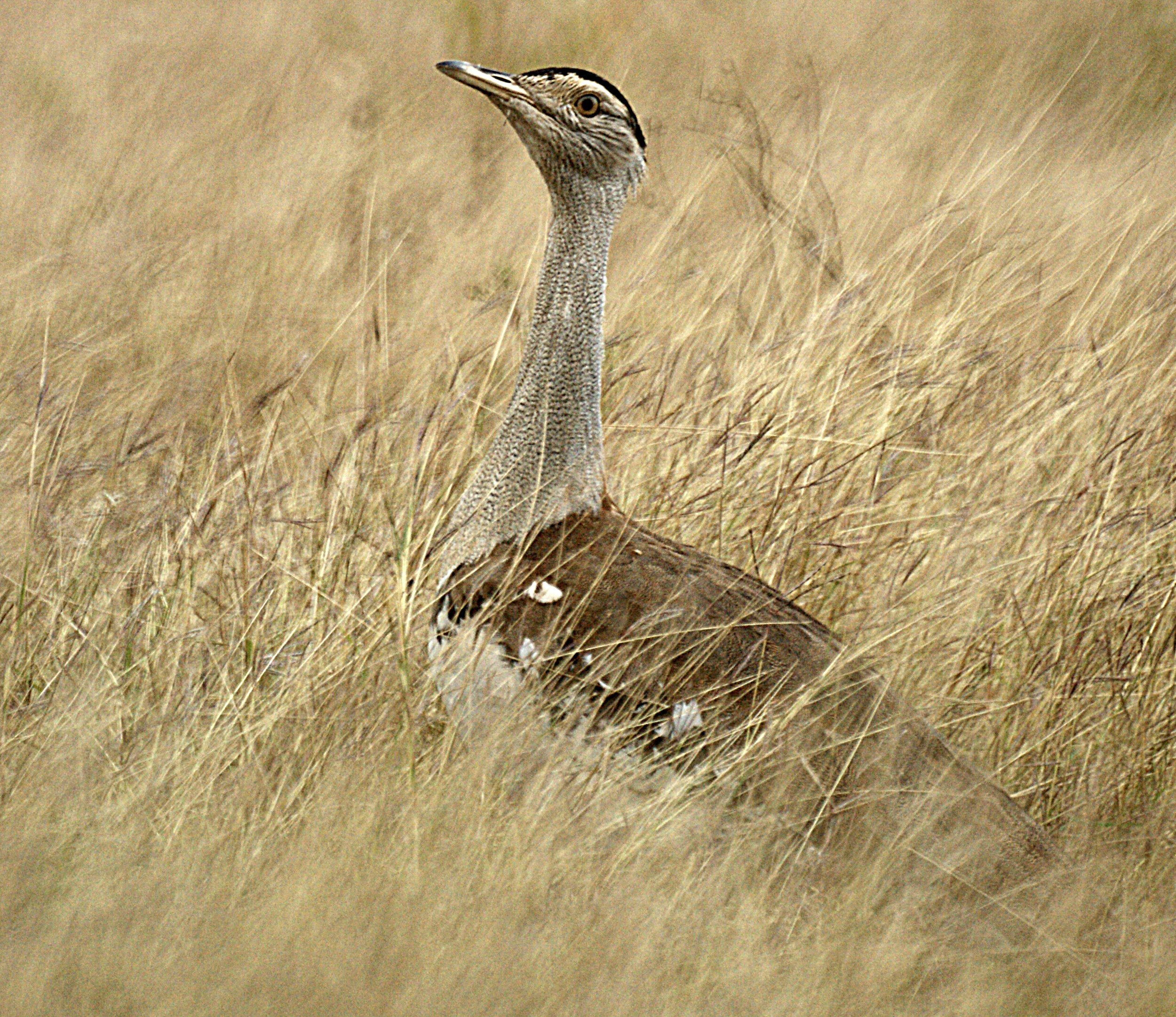